# Quentin Merabet
Quentin Merabet, né le 9 juillet 1991 à Paris, est un acteur, réalisateur et directeur artistique français.
Il a notamment été révélé grâce à la série Inquisitio diffusée sur France 2 dans le rôle de Silas, mais également dans la série Code Lyoko Évolution diffusée sur France 2 dans le rôle d'Ulrich Stern.
Il est aussi infographiste, en réalisant notamment le générique de la série Inquisitio pour France 2.
Il est en couple depuis 2013 avec Mélanie Tran qui jouait le rôle de Yumi Ishiyama dans Code Lyoko Évolution .

## Formation
- 1999 – 2004 : cours de théâtre et de chant avec Gwenaël Desbois
- 2009 : ateliers avec Bernardo Montet
- 2013 : diplômé infographiste en multimédia

## Filmographie

### Cinéma

#### Longs métrages
- 2010 : La Lisière de Géraldine Bajard : Jules
- 2013 : Turf de Fabien Onteniente : William (le fils de Freddy, joué par Édouard Baer)

#### Courts métrages
- 2010 : Les Inséparables de Fabrice Bracq
- 2010 : On fait quoi ce soir ? de Stéphane Rives
- 2012 : Virgin Souçaïe de Dominique Guerin
- 2013 : Michel de Romain Richard

### Télévision
- 2012 : Inquisitio (série télévisée) : Silas
- 2013 : Code Lyoko Évolution (série télévisée) : Ulrich Stern
- 2014 : Famille d'accueil – saison 12, épisode 9 : Gregory Morel

### Réalisation
- Depuis 2014 : #Falltown (web-série)
- 2017 : Belleweed (série en développement)
- 2017 : Unearth (série en développement)